# Stade Henri Jooris
El Stade Henri Jooris fue un estadio multipropósito, situado en la ciudad de Lille, capital de la región de la Alta Francia en Francia. En uso hasta 1975 hasta la construcción del Stade Grimonprez-Jooris

## Historia
Su antecesor, el "Stade Victor-Boucquey", era la estadio principal del club polideportivos de Lille entre las dos Guerras Mundiales, el Olímpico De Lille. Al origen, acoge principalmente partidos de fútbol y hockey sobre pasto. Después de la fusión en 1944 entre el Olímpico De Lille y el SC Fives, se convierte en la estadio del LOSC.
El 17 de febrero de 1946,.18.000 espectadores se forman en el Stade Victor-Boucquey para seguir el clásico entre el Lille Olympique Sporting Club y el Racing Club de Lens. Muchos espectadores se colocan sobre los techos de las tribunas. Bajo el peso de estos espectadores, el techo de una tribuna se hunde. 53 heridos deben deplorarse, y por milagro, ninguna muerto.
Después de dicha tragedia, el estadio se cierra para efectuar las respectivas reparaciones, siendo reinaugurado en agosto de 1946 con un nuevo nombre: "Stade Henri Jooris", del nombre de Presidente del club de 1910 a 1932. Vetusta, la fase Henri-Jooris, construida a bordo del Deûle, avenida Léo-Lagrange, debe destruirse a principios de los años setenta para permitir la puesta a la gran galga de la vía fluvial.

## Partidos del Mundial de 1938 disputados en el Stade Victor Boucquey
El Stade Victor Boucquey albergó sólo un partido de la Copa del Mundo, que fue el encuentro entre Hungría y Suiza.
| 12 de junio de 1938, 17:00 | Hungría                   | 2:0 (1:0) | Suiza | Stade Victor Boucquey, Lille                                            |                                                                         |
|                            | Sárosi 40' Zsengellér 89' |           |       | Asistencia: 15.000 espectadores Árbitro(s): Rinaldo Barlassina (Italia) | Asistencia: 15.000 espectadores Árbitro(s): Rinaldo Barlassina (Italia) |

- Datos: Q901844
- Multimedia: Stade Henri-Jooris / Q901844